# Acrophyma
Acrophyma is een geslacht van wantsen uit de familie van de Acanthosomatidae (Kielwantsen). Het geslacht werd voor het eerst wetenschappelijk beschreven door Ernst Evald Bergroth in 1917.

## Soorten
Het genus bevat de volgende soorten:

- Acrophyma bicallosa (Stål, 1872)
- Acrophyma cumingii (Westwood, 1837)
- Acrophyma frigidula Bergroth, 1916
- Acrophyma impluviata (Blanchard in Gay, 1852)